# Kaple Nanebevzetí Panny Marie (Záhornice)
Kaple Nanebevzetí Panny Marie, někdy označovaná jako filiální kostel Nanebevzetí Panny Marie nebo Kaple Matky Páně je římskokatolická kaple ve vesnici Záhornice, místní části Trnova. Patří do farnosti Přepychy.

## Historie
Kapli založil v letech 1866 a 1867 Václav Novák, který ji dal vystavět vlastním nákladem na svém gruntě čp. 65. V roce 1880 při zakládání nových pozemkových knih věnoval kapli obci. Zvonek na kapli, pořízený rovněž v roce 1866, byl v roce 1917 sňat, protože mu hrozilo zabavení na výrobu kanónů. Nalezen byl koncem roku 1918 zahrabaný v písku. V roce 1942 byl zrekvírován německými úřady. V roce 1954 byl zavěšen nový zvonek pořízený nákladem občanů.

## Bohoslužby
Pravidelné bohoslužby se v kapli nekonají.